# Chesiadodes cinerea
Chesiadodes cinerea là một loài bướm đêm trong họ Geometridae.